# 1109 Tata
Tata (asteróide 1109) é um asteróide da cintura principal com um diâmetro de 66,53 quilómetros, a 2,8852892 UA. Possui uma excentricidade de 0,1041144 e um período orbital de 2 111,04 dias (5,78 anos).
Tata tem uma velocidade orbital média de 16,59679928 km/s e uma inclinação de 4,13503º.
Esse asteróide foi descoberto em 5 de Fevereiro de 1929 por Karl Reinmuth.